# Contea di Junlian
La contea di Junlian (筠连县S, Jūnlián XiànP) è una contea della Cina, situata nella provincia di Sichuan e amministrata dalla prefettura di Yibin.